# Большое Сверчково
Большое Сверчково — деревня в Никольском районе Вологодской области.
Входит в состав Пермасского сельского поселения, с точки зрения административно-территориального деления — центр Переселенческого сельсовета.
Расстояние до районного центра Никольска по автодороге — 48 км, до центра муниципального образования Пермаса по прямой — 15 км. Ближайшие населённые пункты — Пермасский, Тарасовы Лога, Малое Сверчково.
По переписи 2002 года население — 102 человека (46 мужчин, 56 женщин). Всё население — русские.